# Moretto (dolce)
Il moretto anche detto moretto al cioccolato, bulgarino o negretto è un dolce composto da panna, meringa o marshmallow, rivestito di cioccolato e posto su una cialda.

## Storia
Inventati in Danimarca nel 1800 (anche se altre fonti affermano che sarebbero originari della Scozia o del Nord America), dove erano originariamente ripieni di crema, i moretti sono oggi divenuti popolari in diversi paesi del mondo fra cui la Germania, dove ne vengono consumati circa un miliardo all'anno.
Il loro nome cambia di nazione in nazione: ad esempio, in Danimarca vengono denominati flødebolle, in Germania schokokuss, nella Svizzera tedesca mohrenkopf, in Austria Schwedenbombe, in Svezia skumboll, Francia tête de nègre, in Israele krembo e negli USA mallomars.

## Altri prodotti con nome simile
Il moretto non va confuso con il viennese ''Mohr im hemd'' ("moro in camicia"), né con il moretto in camicia tipico della Toscana e della Romagna.